# Reenactment

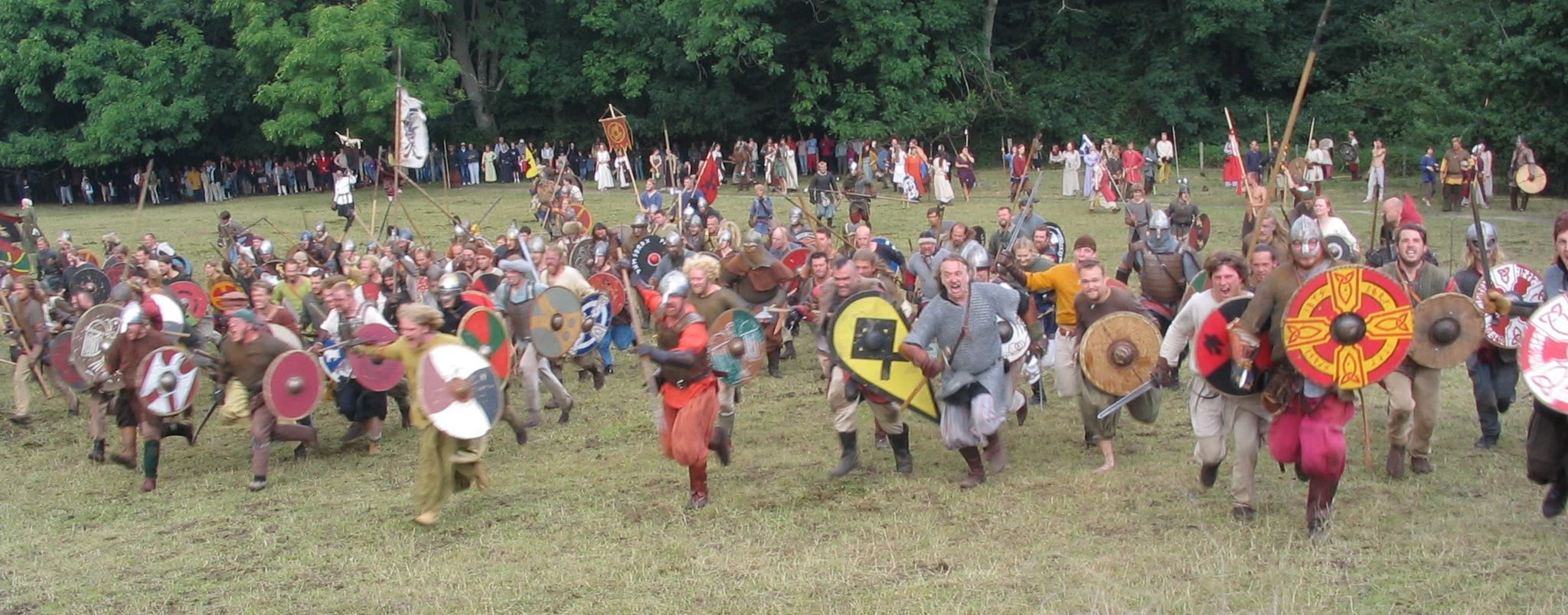
Wikinger-Reenactment

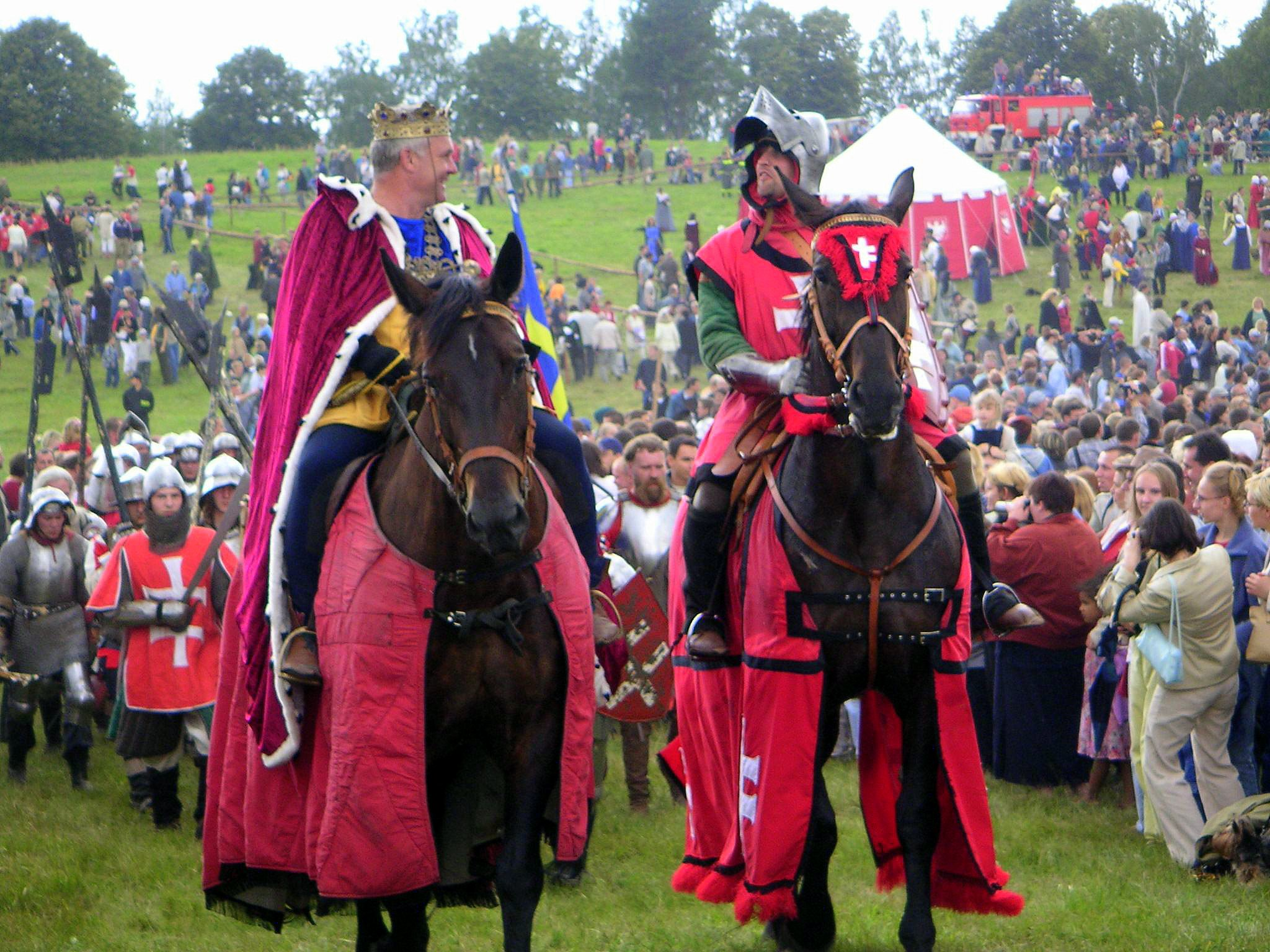
Eine der größten Reenactment-Veranstaltungen Europas: Die Schlacht bei Tannenberg (Polen)

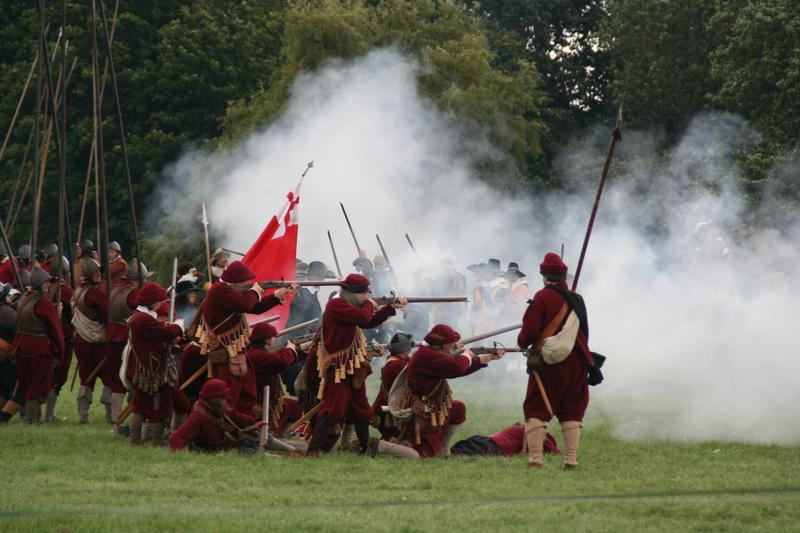
Reenactment der Schlacht von Naseby

Reenactment (englisch für ‚Wiederaufführung‘, ‚Nachstellung‘) nennt man die Inszenierung konkreter geschichtlicher Ereignisse in möglichst authentischer Art und Weise. Über den Weg des aktualisierten Wiedererlebens ähnlich einer Living History soll Geschichte erlebnishaft nachvollziehbar und damit verständlich gemacht werden. Das Nachstellen von historischen oder sagenhaften Ereignissen war schon in der Antike geläufig.

## Beschreibung
Nach der sogenannten Theorie der Historiographie des britischen Philosophen und Historikers Robin George Collingwood, deren zentraler Teil sich mit historischem re-enactment befasst, besteht die Aufgabe beim Reenactment darin, auf Grundlage der überlieferten Quellen ein ganz konkretes historisches Ereignis möglichst authentisch zu rekonstruieren. Dabei sollen erneut die Gedanken und Intentionen der ursprünglich handelnden Akteure durchgespielt werden, wie sie sich in dem vergangenen Ereignis ausgedrückt haben. Dieser wissenschaftliche Ansatz ist die zentrale Voraussetzung für die Definition des modernen Reenactment.
Im englischsprachigen Raum wurde das Reenactment oft auf die militärhistorisch akkurate Nachstellung von Schlachten reduziert beziehungsweise von der Öffentlichkeit so wahrgenommen. Tatsächlich schließt der Begriff Reenactment aber auch zivile historische Inszenierungen ein, die auf historisch belegbare Einzelereignisse zurückzuführen sind.
Neben vielen Vereinen, die sich in der Freizeit mit der Nachstellung authentischer historischer Ereignisse beschäftigen, haben sich auch kommerzielle Reenactment-Gruppen gebildet, die zu verschiedenen Anlässen vor Publikum auftreten. Dabei wird in erster Linie nicht das klassische Collingwoodsche Reenactment betrieben, sondern zumeist Living History in einem umfassenderen Sinn dargeboten, der in stärkerem Maß Improvisationen zulässt und weniger strikt an das konkrete historische Ereignis gebunden bleibt. Diesem Aspekt widmen sich auch vermehrt die archäologischen Freilichtmuseen, indem sie zum Beispiel mithilfe des Museumspersonals oder ehrenamtlicher Helfer das Alltagsleben bzw. bestimmte wiederkehrende Ereignisse (Märkte, Messen etc.) dem Publikum zugänglich zu machen versuchen. Beispiele hierfür sind das niederländische Archeon, das dänische Middelaldercentret und der Geschichtspark Bärnau-Tachov in Deutschland. In der öffentlichen Wahrnehmung, aber auch bei vielen Gruppen verschwimmen die Grenzen dieser Geschichtsinterpretationen, was daran liegt, dass es bei der Darstellung häufig zu Überlagerungen kommen kann.
Personen, die sich mit Reenactment beschäftigen, werden in der Szene umgangssprachlich als Reenactors bezeichnet.

## Begriffsproblematik, Überschneidungen mit anderen Interpretationen

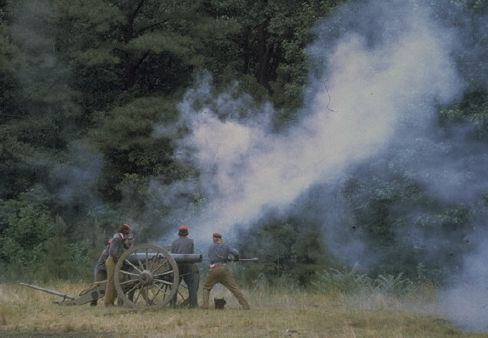
Reenactment der Schlacht von Petersburg, USA

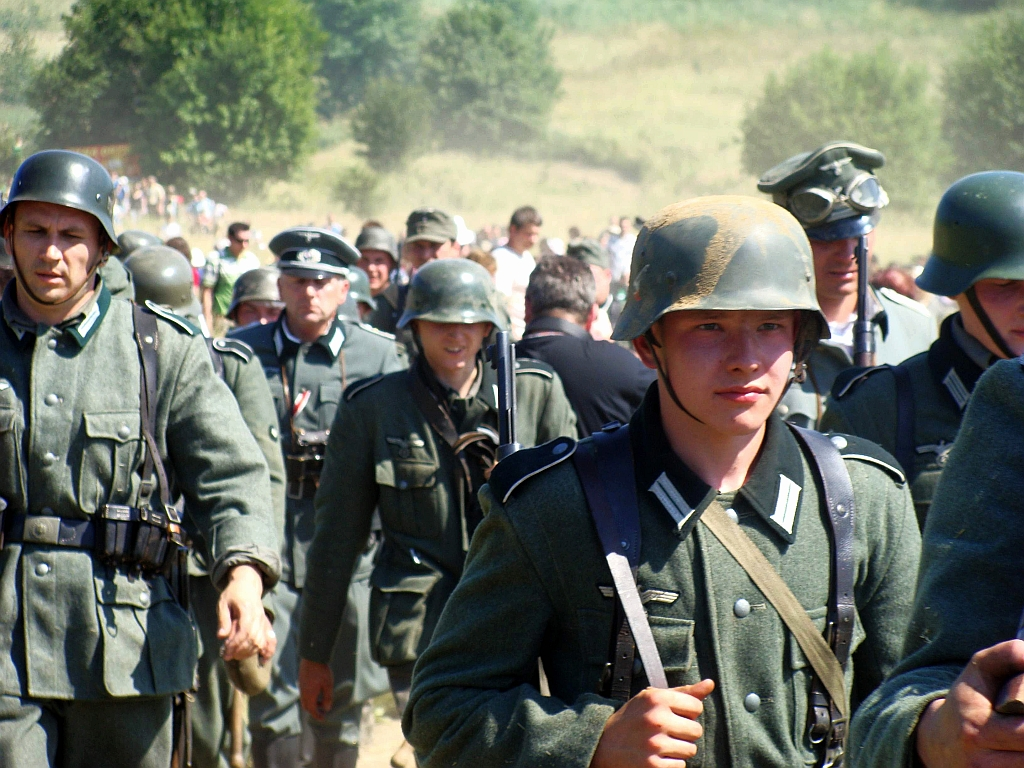
Episode aus der Schlacht von Sanok-Olchowce bei der Molotow-Linie. Sanok, 22. Juni 2008

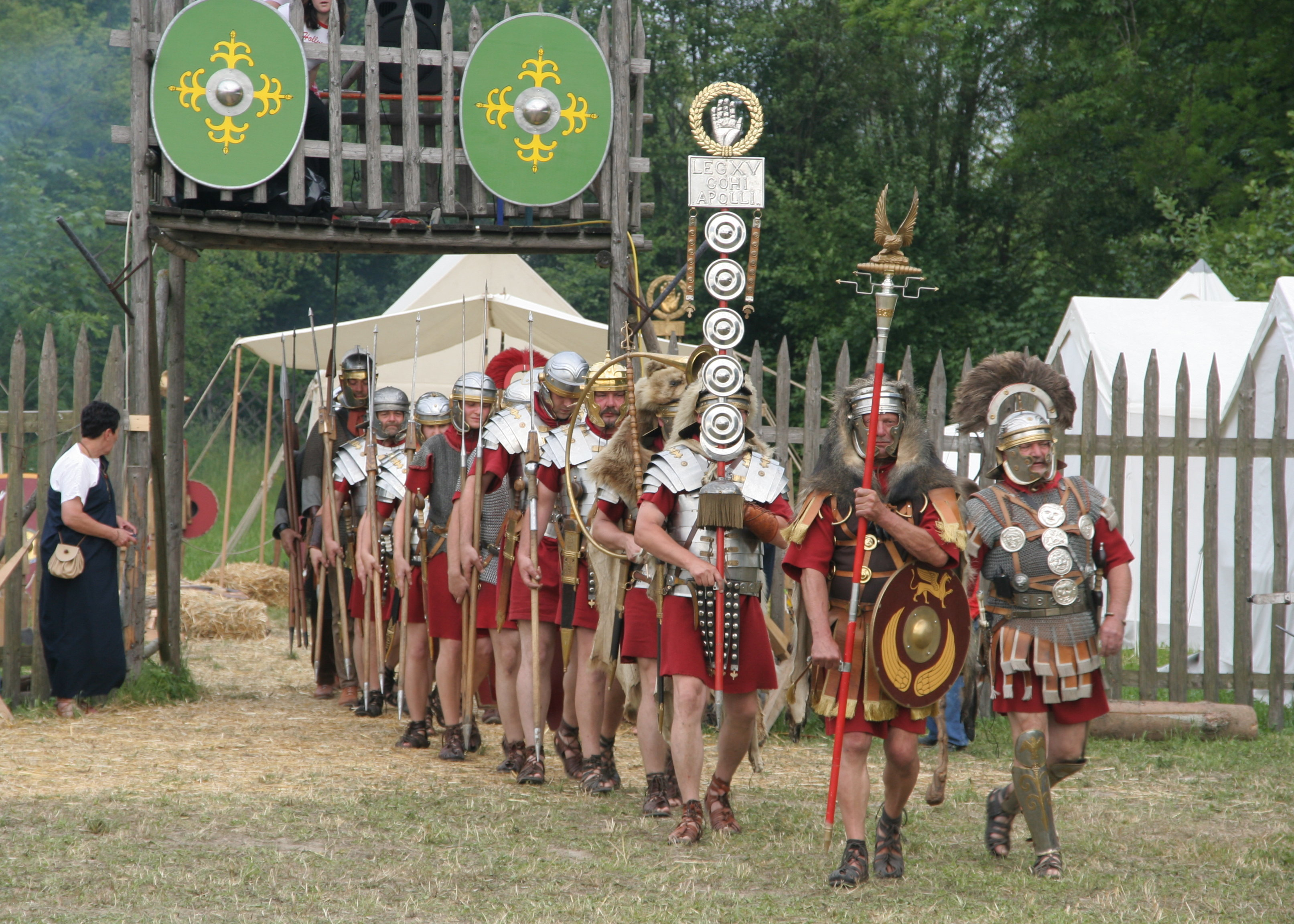
Österreichische Experimentalgruppe „Legio XV Apollinaris“ in Pram

In der öffentlichen Auseinandersetzung werden die verschiedenen Begriffe des „Spiels mit der Vergangenheit“ häufig verwechselt. Während einige Veröffentlichungen zum Thema Freizeitveranstaltungen das Reenactment auf die Darstellung von Schlachten verkürzen, werden in pädagogischen Schriften Reenactment, LARP und Reenlarpment zu Unterpunkten der Living History.
Im Zusammenhang mit dem Reenactment kann auch die Experimentelle Archäologie stehen. Viele Historiker sehen in beiden Arbeitsweisen eine mögliche Plattform geschichtliche Erfahrungen zu sammeln und wertvolle Experimente durchzuführen. Beide Formen haben in der Vergangenheit bereits Hand in Hand gearbeitet oder sich zumindest ausgetauscht.
Im Unterschied zum zeit- und ortsgebundenen Reenactment, das höchsten Wert auf wissenschaftliche Authentizität legt, nähert sich das ganz im Spiel und Spaß-Bereich angesiedelte Live Action Role Playing (LARP), wenn es auf historische Ereignisse zurückgreift, eher dem Histotainment an, mit dem Reenactment ebenfalls nicht verwechselt werden darf. In vielen Medien und Publikationen verschwimmen Histotainment und Reenactment oft oder werden gar als Synonyme verwendet. Reenactment kann allerdings auch Teil eines Histotainments werden, wenn seriöse historische Dokumentationen darauf Wert legen. Neben dem Wort Histotainment haben sich auch Synonyme wie Edutainment und – speziell für den Dokumentarfilm – Dokutainment gebildet.
Auch beim LARP, einer Form von Fantasy-Rollenspiel, ist es von untergeordneter Bedeutung, tatsächliche historische Ereignisse nachzustellen oder mit tatsächlichen, geschichtlich nachgewiesenen Ausrüstungsgegenständen zu agieren. Dennoch hat sich für diese sehr freie Form der historischen Interpretation das Kunstwort Reenlarpment herausgebildet. Dies kann bisweilen zu Verwechslungen führen.
Oftmals mit Reenactment verwechselt wird Battle Display. Hierbei handelt es sich um das Sammeln von militärischen Gegenständen in Verbindung mit einer fotografischen oder filmischen Inszenierung. Der Hauptschwerpunkt liegt hier bei modernen, oftmals aktuellen militärischen Einheiten, die meist von Einzelpersonen anhand von Fotos rekonstruiert werden. Der Ursprung dieses Hobbys liegt im asiatischen Raum, entstanden aus dem dort beliebten Sammeln und Modifizieren von 1:6-Miniaturen.
Seit dem Historikertag 2002, auf dem auch die Spielszenen in den historischen Dokumentationen des Fernsehjournalisten Guido Knopp untersucht wurden, bezeichnet Histotainment die unwissenschaftliche und zweifelhafte Darstellung angeblicher historischer Gegebenheiten. Dazu gehören auch Computerspiele, vermeintliche Mittelaltermärkte, Themenparks oder Reality-Soaps, bei denen Bewerber durch „Rollenspiele in historischen Kulissen“ vermeintlich authentische Erfahrungen mit der Vergangenheit sammeln können. Kritiker des Histotainments sehen die besondere Gefahr darin, dass ein unvoreingenommenes Publikum nicht in der Lage ist, zwischen Fiktion und Realität zu unterscheiden. Geschichte, die in den Händen von Produzenten bzw. Regisseuren liege, werde zur Mixtur aus „Gefundenem und Erfundenem“, die nach den Maßgaben der Verantwortlichen geformt werden könne. So würden falsche Geschichtsbilder in den Köpfen der Menschen erzeugt, die im schlimmsten Falle einem modisch, intellektuell bzw. politisch vorherrschenden Zeitgeist entsprechen könnten.

## Geschichte und Entwicklung
Zu den verschiedensten Anlässen werden schon seit dem Römischen Reich mehr oder minder korrekte Historiendarstellungen nachgespielt. Besondere Beachtung in diesem Zusammenhang spielen die seit dem Mittelalter weit verbreiteten Passionsspiele um Leiden und Tod Jesu Christi. Zu Zeiten Kaiser Wilhelm II. kamen die unterschiedlichsten Historiendarstellungen und historischen Umzüge besonders hoch in Mode. Meist sollte an Persönlichkeiten und Ereignisse der deutschen Geschichte erinnert werden. Zumeist wurde damals ein romantisierendes Bild der dargestellten Epoche gezeichnet. Aus dieser Zeit hat sich unter anderem die seit 1903 mit rund 2.000 Teilnehmern veranstaltete Landshuter Hochzeit erhalten, bei der über Tage hinweg die bayerische Stadt Landshut und ihre Einwohner die 1475 geschlossene Hochzeit zwischen der polnischen Königstochter Hedwig und dem Landshuter Herzogssohn Georg feiern.
Im deutschsprachigen Raum liegen die Wurzeln der heutigen Reenactment-Szene, die sich seit den 1970er-Jahren gebildet hat, vornehmlich in England, wurden aber auch durch amerikanische Soldaten in Deutschland gefördert. Die seit 1980 veranstalteten Wallensteinfestspiele, bei denen über eine Woche der Aufenthalt des Oberbefehlshabers der kaiserlichen Streitkräfte im Dreißigjährigen Krieg, Albrecht Wenzel Eusebius von Waldstein (Wallenstein), im Jahre 1630 in Memmingen nachgespielt wird, sind mit rund 4.500 Teilnehmern das wohl größte regelmäßige „Reenactment“ der Welt.
Heute lassen sich bei der Rekonstruktion von Schlachten deutliche nationale und kulturspezifische Unterschiede beobachten. So setzten in den USA und Großbritannien Historiker sowie Kultur- und Tourismusvertreter häufig Animationsmethoden und kostümierte Schauspieler ein, um für ein nationalgeschichtlich entfremdetes Publikum historische Ereignisse anschaulich zu machen. Als Konzept des Militärtourismus ist das Reenactment daher in angloamerikanischen Ländern weniger umstritten als beispielsweise in Deutschland, da beim Reenactment oft eine Gratwanderung zwischen unseriösem Spektakel und wissenschaftlicher Geschichtsvermittlung stattfindet. In jüngerer Zeit haben sich in Amerika, insbesondere in Pittsburgh und Chicago, auch Gruppen aus der Freien Theaterszene auf kritische Weise der Darstellungsform Reenactment genähert, wobei hier nicht militärische Ereignisse, sondern solche aus der Arbeiter- und Protestbewegung im Fokus stehen.

## Kritik
Viele Fachhistoriker sehen im Reenactment zum einen redliches Bemühen bei der Rekonstruktion von einzelnen Artefakten und eine mögliche Plattform zur Vermittlung geschichtlichen Wissens und ggf. zur Gewinnung neuer Erkenntnisse für die Wissenschaft. Auf der anderen Seite erkennen sie „Klamauk“ und „Fantasy“, da beispielsweise in der Darstellung mittelalterlicher Ereignisse oft auf „überkommene alte Konzepte aus dem 19. Jahrhundert“ zurückgegriffen werde und mit der fehlenden Wissenschaftlichkeit auch keine historische Tiefe vorhanden sei. Daher wird oft zwischen einem der wissenschaftlichen Darstellung durch experimentelle Archäologie und Museologie sowie einem der Unterhaltung dienenden Reenactment unterschieden.
Da speziell in Kanada und den USA eine überwiegende Zahl von Zuschauern bei Live-Veranstaltungen in der Vergangenheit einen allzu authentischen Umgang mit der Geschichte kritisierte und viele historische Tatsachen und Vorgänge nicht zu vermitteln waren bzw. teilweise auch auf ethische und rechtliche Schranken stießen, mussten oftmals Abstriche bei einer realistischen Darstellung gemacht werden. Zusätzlich wurde das für das Reenactment so wichtige Eintauchen in historische Ereignisse durch teilweise notwendige Erläuterungen erschwert. Um nicht der fachlichen Kritik ausgesetzt zu sein, Zuckerguss-Geschichte zu betreiben, haben sich einige Reenactment-Gruppen daher in der Vergangenheit deutlich von öffentlichen Auftritten distanziert, um das Maß der Einschränkungen zu minimieren.
Seit geraumer Zeit versuchen einige Gruppen, die sich des Themas Waffen-SS angenommen haben, ideologisch einseitige Strömungen in den Reenactment-Bereich einfließen zu lassen. Untaten der SS werden dabei verharmlost oder geleugnet. Als Gegenmaßnahme haben daher seriöse Gruppen und Zusammenschlüsse Vereinbarungen unterzeichnet, die sich von nationalsozialistischen Ideen und deren Anhängern ausdrücklich distanzieren, wie etwa das WWII Living History Agreement 2007.
In der Vergangenheit ist es in der Frühmittelalter-Reenactment-Szene aufgrund der Verwendung von Hakenkreuz-Symbolen bei einigen Gruppen, die Germanen darstellen, zu einer Diskussion gekommen, die sich auf die grundsätzliche Frage der Wissenschaftlichkeit des Ansatzes ausgeweitet hat. So wurde auch in dieser Szene von vielen Gruppen und Einzelpersonen eine Erklärung unterzeichnet, sich von extremen Strömungen zu distanzieren.